# Knut Ångström
Knut Johan Ångström (Uppsala, 12 de janeiro de 1857 – Uppsala, 4 de março de 1910) foi um físico sueco. 

## Biografia
Era filho do físico Anders Jonas Ångström e estudou na Universidade de Uppsala de 1877 a 1884, quando recebeu seu grau de licenciatura, antes de ir por um curto período de tempo para a Universidade de Estrasburgo (Estrasburgo) a fim de estudar com August Kundt. Retornando a Uppsala, concluiu seu doutorado e foi nomeado professor de Física do novo colégio da universidade em Estocolmo (atual Universidade de Estocolmo) em 1885. Depois de alguns anos trabalhando lá, voltou para Uppsala em 1891 e recebeu a cadeira de Física em 1896.
Ångström concentrou sua pesquisa investigando a radiação do calor do sol e sua absorção pela atmosfera terrestre, e para isso criou vários métodos e instrumentos, incluindo sua compensação elétrica pireliômetro, inventado em 1893, e um aparelho para a obtenção de uma representação fotográfica do espectro infravermelho (1895).
Foi eleito membro da Academia Real das Ciências da Suécia em 1893.

## Publicações
- Die Ausdehnung des Wassers durch Absorption von Gasen. 1882 (online)
- Ueber die Diffusion der strahlenden Wärme von ebenen Flächen. 1885 (online)
- Die Volumen- und Dichtigkeitsveränderungen der Flüssigkeiten durch Absorption von Gasen. 1888 (online)
- Beobachtungen über die Durchstrahlung von Wärme verschiedener Wellenlänge durch trübe Medien. 1889 (online)
- Einige Bemerkungen anlässlich der bolometrischen Arbeiten von Fr. Paschen. 1894 (online)
- Ueber eine einfache Methode zur photographischen Darstellung des ultrarothen Spektrums. 1895
- Ueber die Anwendung der elektrischen Kompensationsmethode zur Bestimmung der naechtlichen Ausstrahlung. 1905
- Ueber absolute Bestimmungen der Wärmestrahlung mit dem elektrischen Compensationspyrheliometer, nebst einigen Beispielen der Anwendung dieses Instruments. 1899 (online)
- Einige Bemerkungen zur Absorption der Erdstrahlung durch die atmosphärische Kohlensäure. 1901
- Die Ozonbänder des Sonnenspektrums und die Bedeutung derselben für die Ausstrahlung der Erde. 1904
- Einige fundamentale Sätze betreffs der Absorption und der Absorptionsspektren der Gase: eine vorläufige Mitteilung. 1908